# Hénin Communal Cemetery Extension
Le Hénin Communal Cemetery Extension  est un cimetière militaire de la Première Guerre mondiale, situé sur le territoire de la commune de Hénin-sur-Cojeul , dans le département du Pas-de-Calais, à l'est d'Arras.
Un second cimetière militaire britannique est implanté sur le territoire de la commune : le Hénin Crucifix Cemetery.

## Localisation
Ce cimetière qui jouxte le cimetière communal est situé au sud-est du village, chemin des Morts.

## Histoire

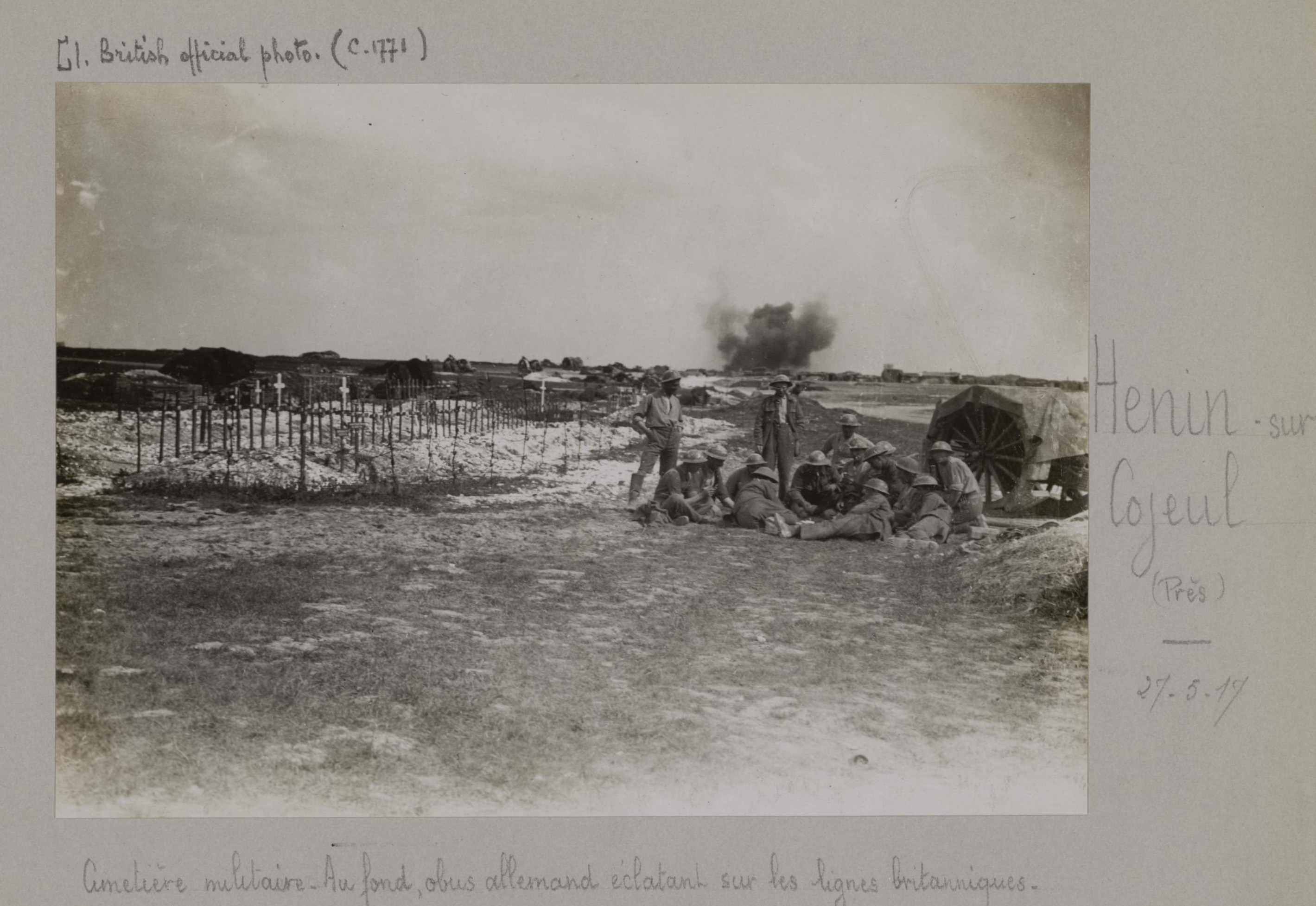
Les soldats britanniques au repos près d'un cimetière provisoire en mai 1917
(photo de l'armée britannique).

Aux mains des Allemands dès fin août 1914, le village restera loin des combats jusqu'en mars 1917, date à laquelle les Allemands évacuent tous les habitants et détruisent complètement les habitations pour transformer la zone en un no man's land à la suite de leur retrait sur la ligne Hindenburg.
Les ruines du village sont alors attaquées par la  7e division britannique en mars 1917 et prises le 2 avril. Le secteur fut de nouveau est perdu le 21 mars 1918 lors de l'offensive du Printemps de l'armée allemande et repris définitivement par la 45e London Division le 28 août suivant, après de violents combats.
L'extension est faite entre avril et novembre 1917. Il est utilisé pour quinze inhumations fin août 1918 et agrandi après l'Armistice lorsque 68 tombes sont amenées du cimetière britannique d'Hénin.
L'extension du cimetière communal d'Hénin contient désormais 193 sépultures et commémorations de la Première Guerre mondiale dont dix-huit sont non identifiées .

## Caractéristiques
Ce cimetière a un plan trapézoïdal et est entouré d'un muret de briques. Le cimetière a été conçu par l'architecte britannique William Harrison Cowlishaw.

## Galerie

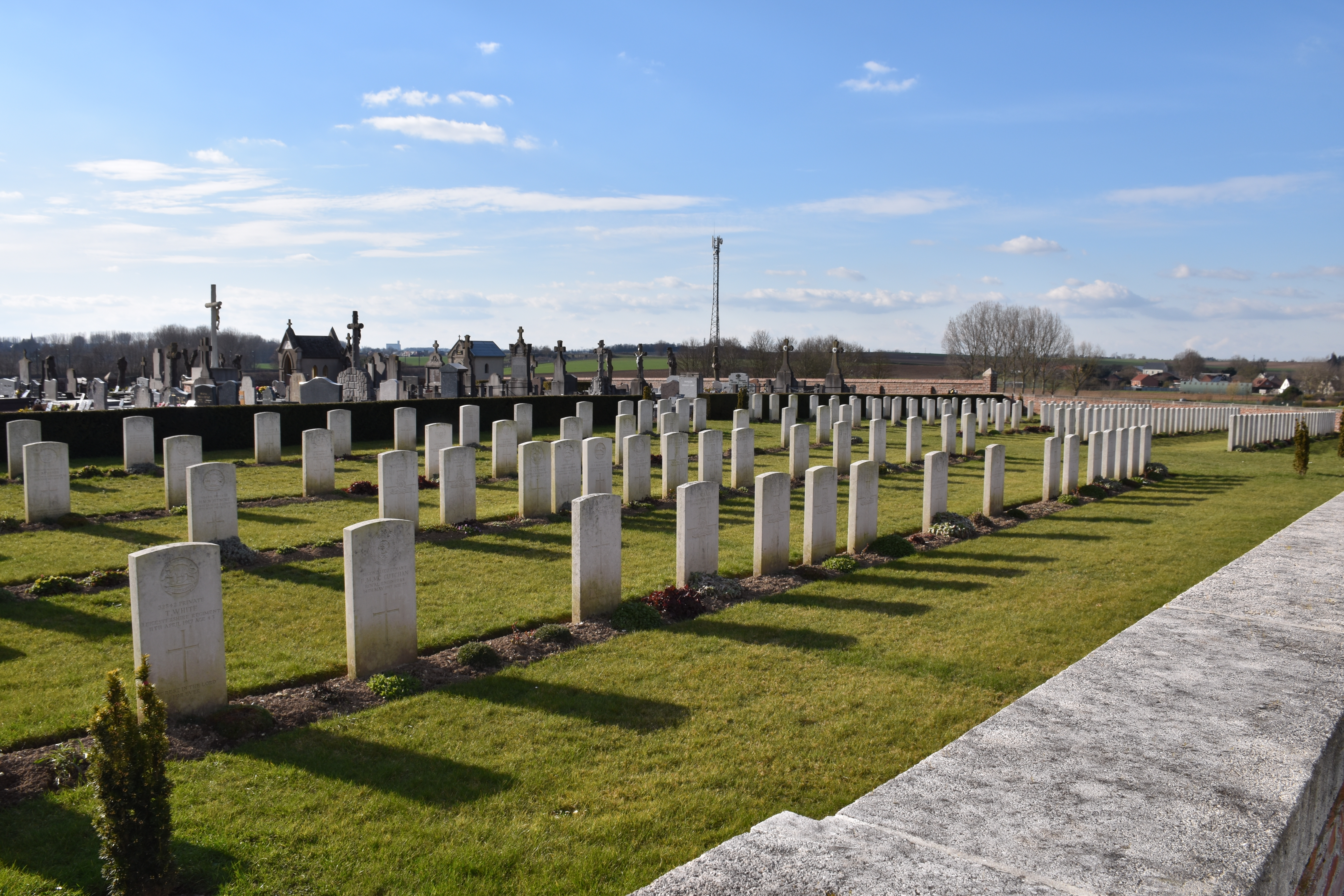
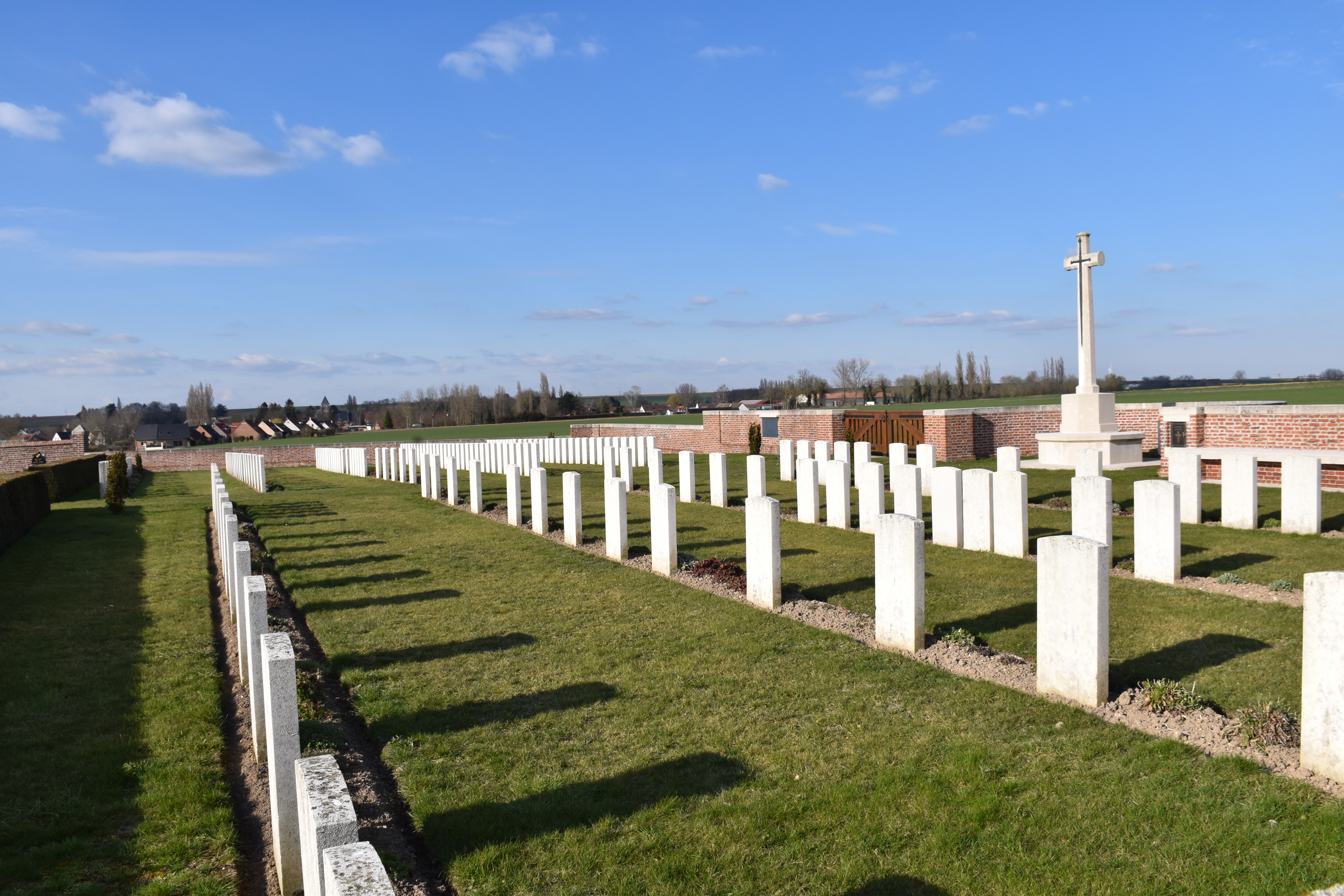
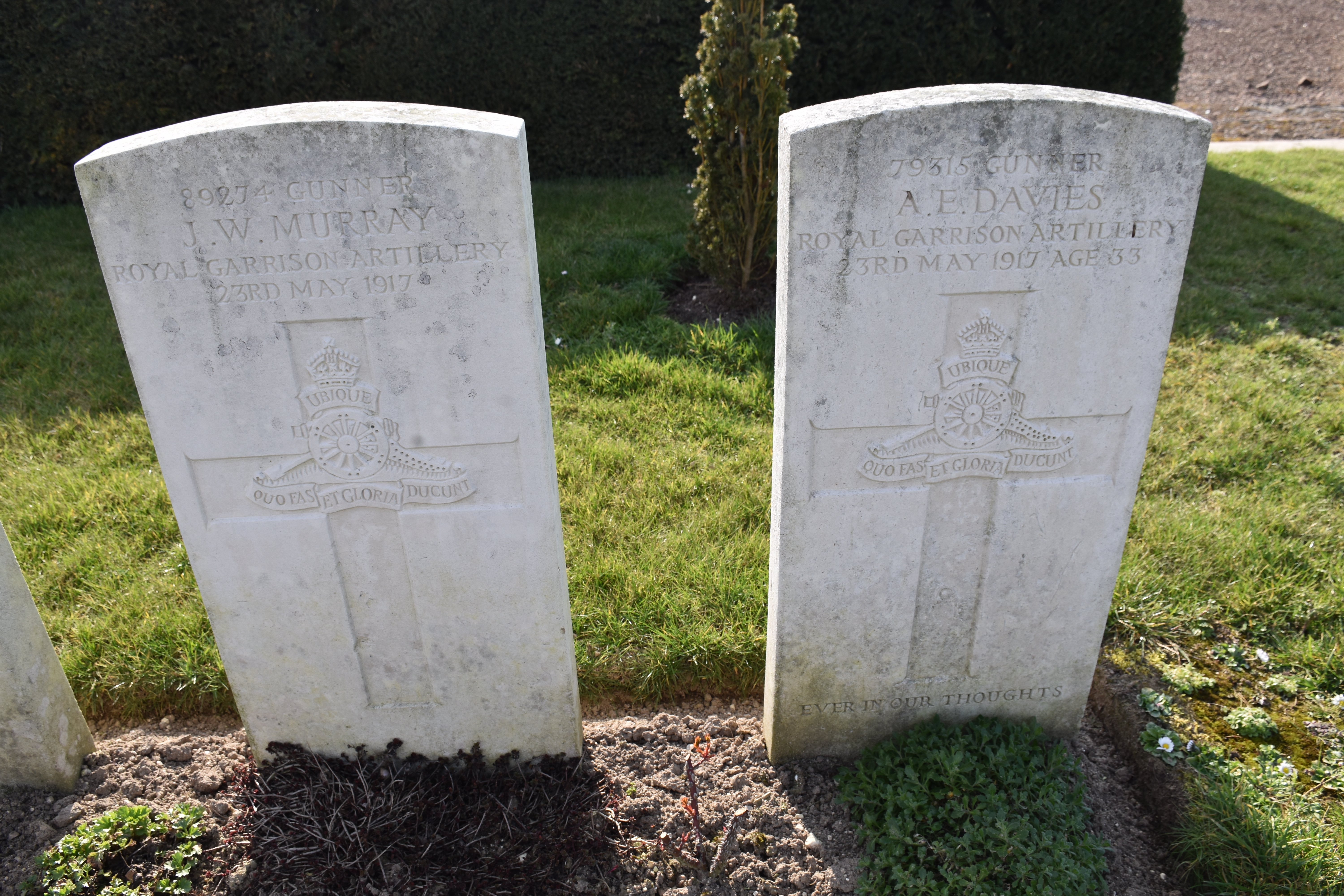
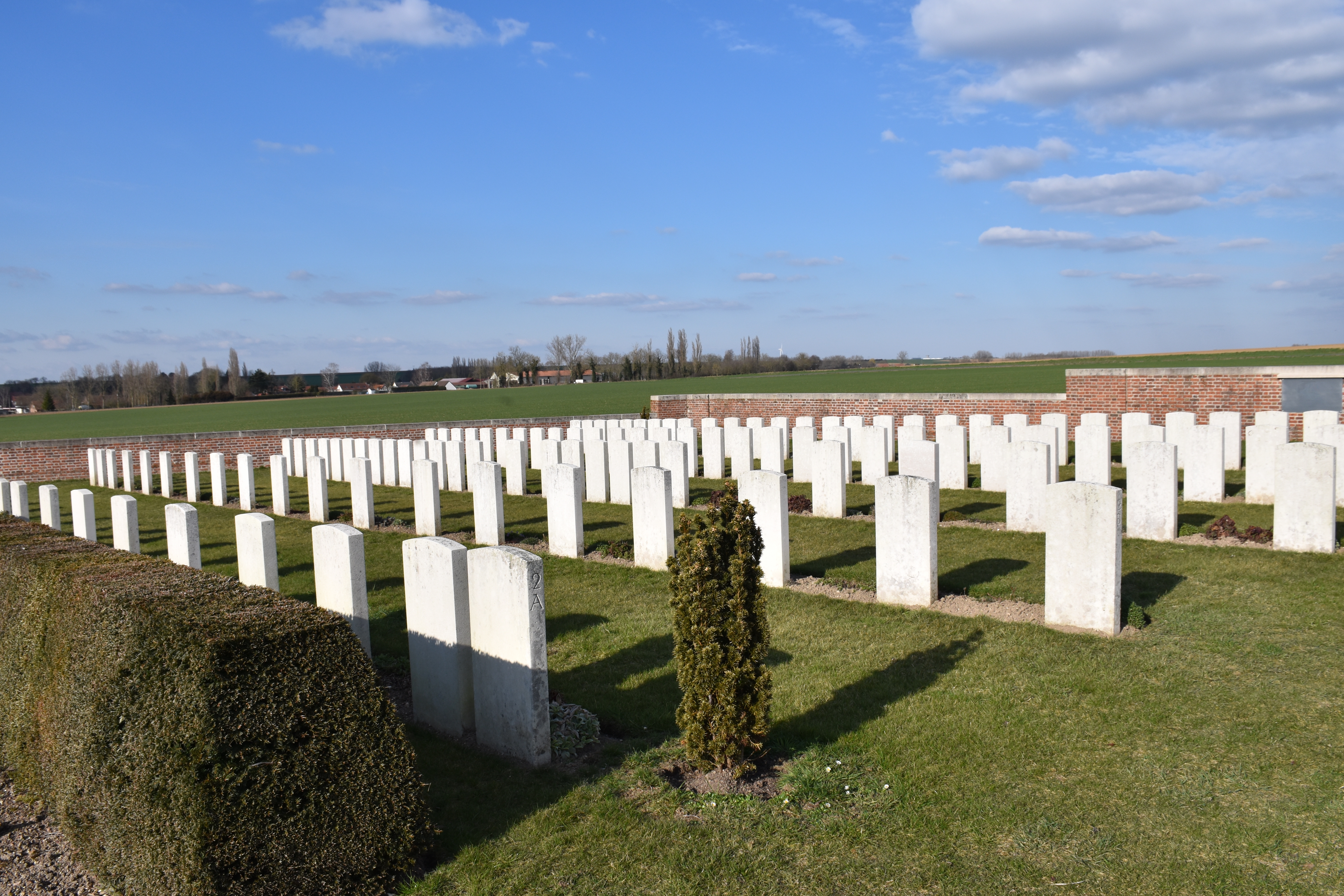
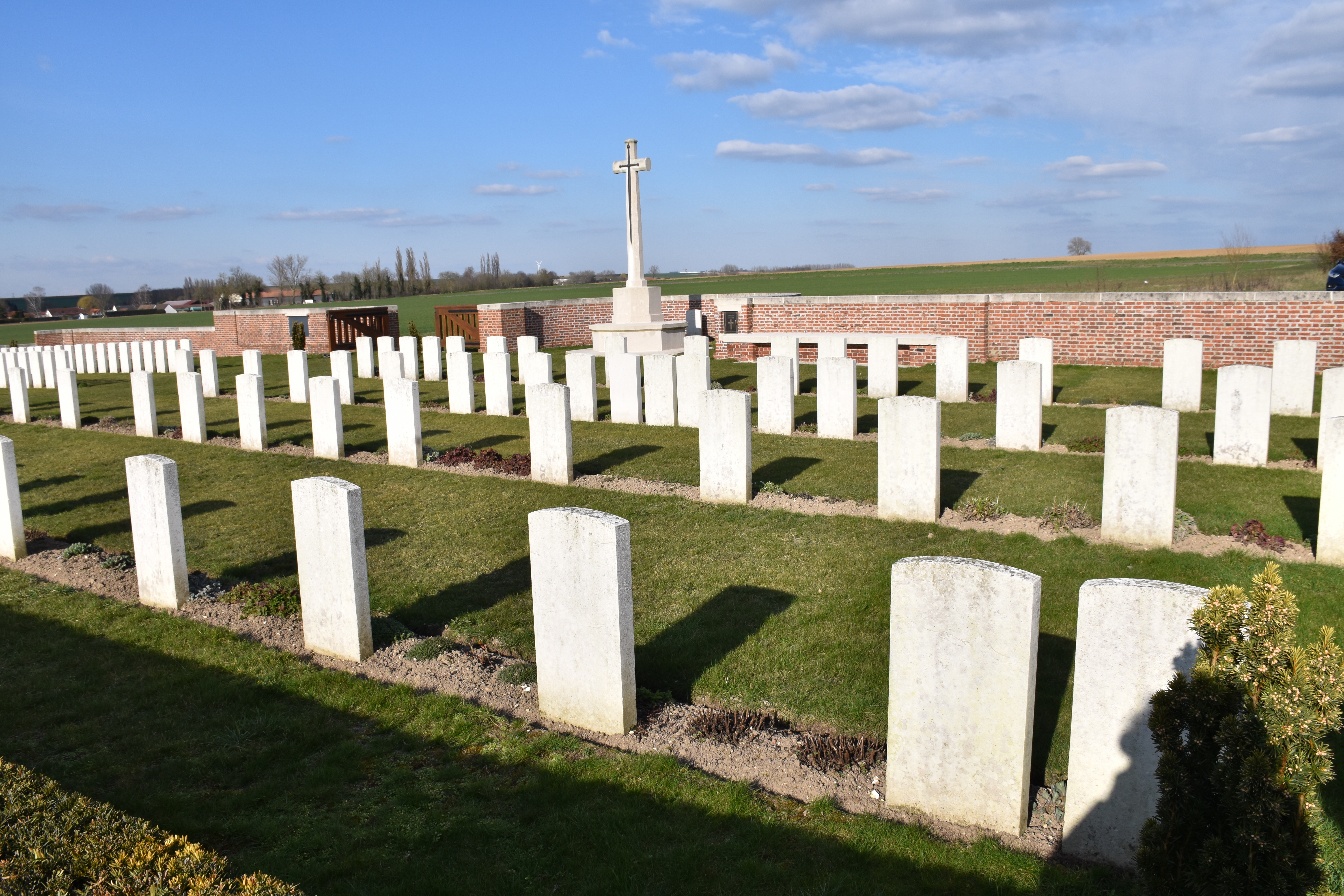
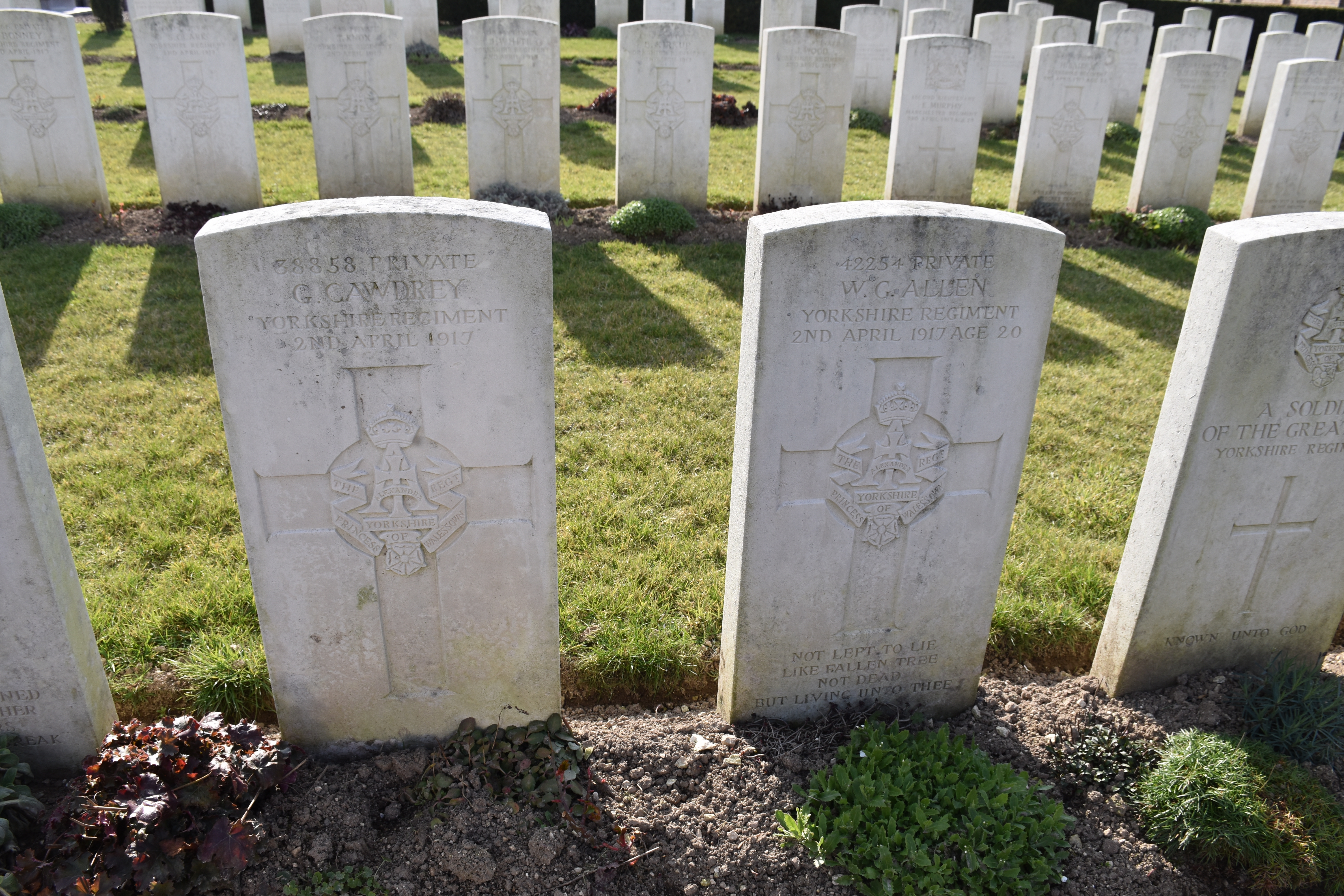

## Sépultures
| Pays        | Sépultures |
| ----------- | ---------- |
| Royaume-Uni | 192        |
| Canada      | 1          |
| Total       | 193        |

## Pour approfondir